# Miša Dimitrijević
Miša Dimitrijević vagy magyarosan Dimitrievics Mihály (Újvidék, 1846 – 1890. január 4.) magyarországi szerb politikus, lapszerkesztő.

## Élete
Szegény iparoscsalád sarja volt; a gimnáziumot Karlócán és szülővárosában végezte, a jogot Pesten hallgatta mint a Tökölyanum növendéke. Tanulmányai végeztével 1869-től 1871-ig Újvidéken a városi tanácsnál jegyzőként tevékenykedett és 1882-ig tanácsos volt. A szerb egyházi kongresszuson élénken vett részt 1879-ben, 1880-ban, 1881-ben és 1885-ben; 1874–1881-ig a Matica Srpska szerb irodalmi társulatnak volt az alelnöke. 1885-ben a képviselőházban a titeli kerületet képviselte, mely mandátumot azelőtt Svetozar Miletić bírta.
A szerb lapokban több szépirodalmi és kritikai dolgozata jelent meg. Miletić megbetegedésével átvette a Zastava című lap szerkesztését. Jaša Tomić, midőn feleségül vette Miletić leányát, Milicát, hozományul a Zastavát kapta; ekkor (1886.) Dimitrijević a Branik című politikai lapot alapította, mely csakhamar maga köré csoportosította a szerb intelligencia színe-javát; ennek következtében a Zastava mindinkább hanyatlott, hívei s előfizetői folyvást kevesbedtek. Innen ered Tomić és Dimitrijević ellenségeskedése. Tomić a Zastavában egyre élesebb hangú támadásokat intézett Dimitrijević lapja s emberei ellen, miből elkeseredett polémiák származtak. 
Egy ilyen polémia alkalmával Dimitrijević lapja azt állította, hogy Tomić nem tisztességes úton jutott a Zastava szerkesztéséhez, azt is állította, hogy Dimitrijević birtokában van egy levél (Tomić nejének levele leánykorából), mely Tomićot kompromittálja; erre párbajkihívásra került sor. A párbajsegédek úgy határoztak, hogy Dimitrijević nem tartozik elégtételt adni; Dimitrijević is nyilatkozott lapjában, mely szerint oly embernek, mint Tomić, ki ily áron jutott a Zastava szerkesztéséhez, elégtételt nem ad, sőt az ilyen embert megveti. Erre Tomić 1890. január 4-én a vasúti indóházban megtámadta és leszúrta Dimitrijevićet, aki egy óra múlva belehalt sérüléseibe.